# Un pecado por mes
Un pecado por mes es una película en blanco y negro de Argentina dirigida por Mario C. Lugones sobre el guion de Julio Porter que se estrenó el 18 de mayo de 1949 y que tuvo como protagonistas a Susana Canales, Norma Giménez, Hugo Pimentel y Miguel Gómez Bao.

## Sinopsis
Dos enamorados, una empleada y un estudiante, simulan ser ricos

## Reparto
- Susana Canales
- Norma Giménez
- Hugo Pimentel
- Miguel Gómez Bao
- Diego Martínez
- Ramón J. Garay
- Herminia Mas
- José Nájera
- Pedro Vargas
- Pola Neuman
- Ricardo de Rosas
- Hedy Crilla
- Enrique de Pedro
- Tato Bores
- Juan Pecci

## Comentarios
Noticias Gráficas en su crónica dijo:

”La película juvenil y simpática…el asunto ha sido tratado con confiabilidad y eficacia por el director…la fotografía no ayuda mucho.”

Por su parte Calki opinó:

”Conforta ver al cine nacional apartarse de caminos vulgares y buscar el espectáculo risueño por vías sanas, limpias y decorosas….comedia optimista.”